# Inostemma brevicornu
Inostemma brevicornu is een vliesvleugelig insect uit de familie van de Platygastridae. De wetenschappelijke naam van de soort is voor het eerst geldig gepubliceerd in 1965 door Vikberg.